# Solitary Nunatak
Solitary Nunatak är en nunatak i Antarktis. Den ligger i Östantarktis. Australien gör anspråk på området. Toppen på Solitary Nunatak är 271 meter över havet.
Terrängen runt Solitary Nunatak är kuperad åt sydost, men åt nordväst är den platt. Terrängen runt Solitary Nunatak sluttar norrut. Trakten är obefolkad. Det finns inga samhällen i närheten.